# Tantillulum
Tantillulum is een monotypisch geslacht van zakpijpen (Ascidiacea) uit de familie Cionidae en de orde Phlebobranchia.

## Soorten
- Tantillulum molle Monniot C. & Monniot F., 1984